# Astragalus changmuicus
Astragalus changmuicus es una especie de planta del género Astragalus, de la familia de las leguminosas, orden Fabales.
Fue descrita científicamente por Ni & P. C. Li.